# Louis Antoine de Gontaut-Biron
Pour les articles homonymes, voir Biron, maréchal de Biron, duc de Biron et Famille de Gontaut.
Louis-Antoine de Gontaut, 6e duc de Biron, est un militaire et aristocrate français, né le 2 février 1701 et mort le 19 octobre 1788 à Paris.
Il devient duc de Biron en 1739 et termine sa carrière comme maréchal de France.

## Biographie

### Origines et famille
Louis-Antoine de Gontaut descend de la maison de Gontaut, une famille noble française d'extraction féodale, originaire de la province de Guyenne, que l'on retrouve dès le XIIe siècle. Cette famille fournit un grand nombre d'officiers qui se distinguent au service du royaume de France, parmi lesquels on compte quatre maréchaux.
Il est le troisième fils de Charles-Armand de Gontaut, 2e duc de Biron, maréchal de France (1663-1756), et de son épouse Marie Antonine Bautru de Nogent (1662-1742), petite-nièce de Guillaume Bautru II, membre fondateur de l'Académie française et nièce, par sa mère, d'Antonin Nompar de Caumont, duc de Lauzun, qui fait entrer le duché de Lauzun dans la maison de Gontaut.

### Carrière militaire
Il entre dans la Marine royale dans une compagnie de garde-marine en 1716, à l'âge de quinze ans, avant de passer au service de terre. En 1727, il est capitaine au régiment de Noailles-dragons. Lieutenant-colonel du régiment Royal-Roussillon-Infanterie en 1729, il sert en Italie de 1733 à 1735, sous les maréchaux de Villars et de Coigny (attaque du château de Milan, bataille de Tortone, bataille de Parme).
Ces trois campagnes lui valent en 1734 le grade de brigadier des armées du roi puis celui de maréchal de camp. 
En 1735, il est fait lieutenant-colonel et inspecteur du régiment du Roi-infanterie (1735). 
Il devient duc de Biron et pair de France sur la démission de son frère en 1739.
En 1740, il est nommé gouverneur de Landrecies.

### Guerre de Succession d'Autriche (1740-1748)
En 1741, il participe à la campagne de Bohême et de Moravie, sous les ordres du maréchal de Belle-Isle, et se trouve, l'année suivante, avec le grade de lieutenant général des armées du Roi, à la défaite française lors de la bataille de Dettingen. Il est grièvement blessé au siège de Prague en 1742.
Chevalier des ordres du roi en 1744, il fait la guerre en Flandre (1745-1748). Il sert à la bataille de Fontenoy le 11 mai 1745, il prend le commandement du régiment des Gardes-Françaises après le décès de son titulaire Louis de Gramont. Il est également présent au siège de Maastricht. 
Reçu au Parlement en 1749 comme pair de France, il achète à François-Marie Peyrenc de Moras en 1753 pour  la somme de 450 000 livres payéee partiellement en louis d'or, l hôtel du 77, rue de Varenne à Paris (actuel musée Rodin), et reçoit en 1757 le bâton de maréchal de France.
L'hôpital des Gardes françaises est fondé en 1759 à sa demande.
Le 7 juin 1773, le roi Louis XV constitue un Conseil de guerre, sous la présidence du duc de Biron, qui se réunit le 22 juin à l'hôtel des Invalides. Ils doivent alors juger de la culpabilité du lieutenant-colonel Cassier de Bellegarde, inspecteur de la manufacture d'armes de Saint-Étienne et de J. J. Carrier de Montieu, entrepreneur de cette manufacture. Ils sont condamnés le 12 octobre 1773. Si leur culpabilité ne fait pas de doute, l'absence de contre-expertises sur les armes, l'absence d'avocats, et la volonté de nuire à la réforme de l'artillerie voulue par Gribeauval, mènent à une révision de leur procès à Nancy et à leur acquittement.

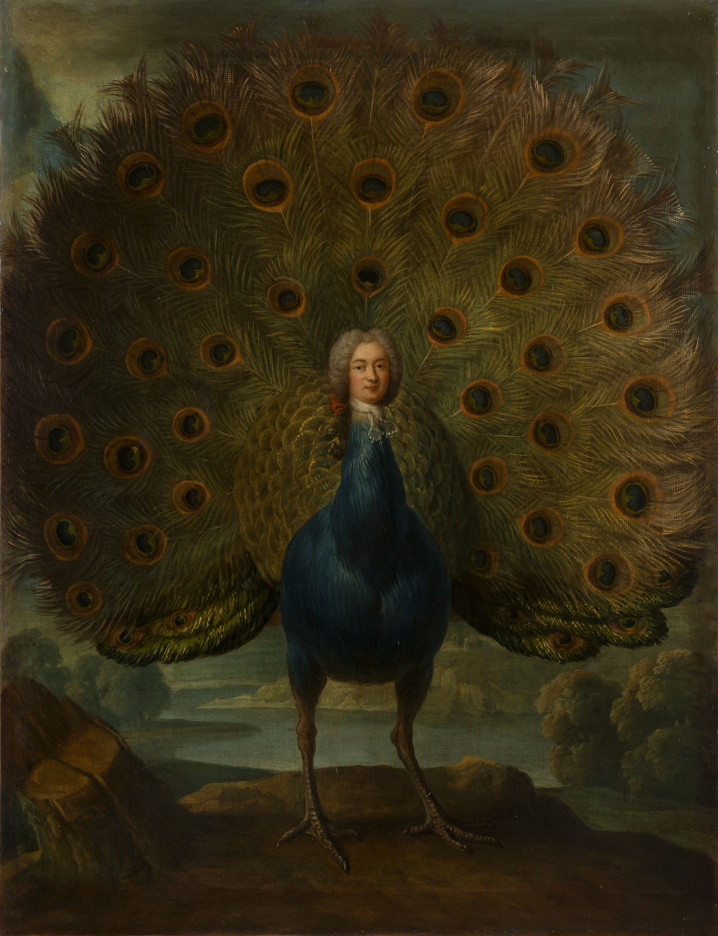
Le maréchal de Biron en paon.

Un rare "portait-charge d'un homme en paon" (60 X 49,8 cm) ou effigie zoomorphique, similaire à celui reproduit supra (entré en 1905 dans les collections du château de Versailles) mais au visage apparemment plus ressemblant avec celui du 6ème duc de Biron, a figuré dans une vente publique à Angers (49) le 29 mai 2024 (reprod. coul. p.159 du n°21 de "La Gazette Drouot" du 24/04/2024).
Le duc de Biron est le dernier gouverneur du Languedoc, de 1775 à sa mort.
Il est l'auteur d'un Traité de la guerre.
Il fait don à l'Observatoire de Montpellier d'un télescope d'un prix de 12 000 livres.
Il meurt dans son hôtel de Biron, à Paris, paroisse Saint-Sulpice.

### Distinctions
- chevalier de l'ordre royal et militaire de Saint Louis (1734)
- chevalier des ordres du Roi (1743-1744)

## Jugement et postérité
Il est extrêmement populaire au sein de ses troupes.
On cite l'anecdote suivante, lors de la terrible catastrophe du 31 mai 1770 : « au feu d'artifice tiré pour le mariage du Dauphin et de Marie-Antoinette, il fut pris dans la bagarre et allait périr étouffé, foulé aux pieds, lorsque des soldats des gardes le reconnurent. Aussitôt ces braves gens s'appellent, se réunissent, dans cette foule affolée où chacun ne songe alors qu'à sauver sa propre vie, font à leur vieux colonel un rempart de leur corps et, au prix de mille périls, le tirent de la presse sain et sauf. » 
Une autre anecdote met en scène Biron et illustre son caractère. En 1779, l'amiral britannique Rodney se trouve alors à Paris, où il est retenu par des dettes qu'il ne peut payer. Un jour qu'il dîne chez le maréchal de Biron, fort obligeamment pour son hôte, il traite avec dédain les succès des marins français, en disant que s'il était libre, il en aurait bientôt raison. Le maréchal lui prêtât mille louis et lui dit :  « Partez, Monsieur; allez essayer de remplir vos promesses; les Français ne veulent pas se prévaloir des obstacles qui vous empêchent de les accomplir. »
Pour remercier Biron, Rodney, en 1781, coule ou capture 7 vaisseaux de ligne et tue 1000 marins français lors de la bataille navale des Saintes.
Selon certains il était connu "pour ses frasques et son caractère plein d'assurance, de prétention et de vanité, assimilable  à celui d'un fier paon".

## Mariage et descendance
Il épouse le 27 février 1740, Françoise Pauline de La Rochefoucauld, marquise de Severac (1723-1794), fille de François de la Rochefoucauld, comte de Roucy, brigadier des armées du roi, et de Marguerite Élisabeth Huguet de Sémonville.
Sans postérité, il désigne comme légataire universel, par son testament du 31 janvier 1788, son frère Charles-Antoine de Gontaut Biron, qui lui succède comme duc de Biron. 
L'hôtel de Biron est attribué en propre à son épouse, puis à ses héritiers.

## Sources et bibliographie
- Dictionnaire de biographie française
- Noël Lacolle, Histoire des gardes-françaises, Paris
- Joseph Wirth, Le maréchal Lefèbvre, Perrin et cie, 1904
- Charles Gavard, Galeries historiques du Palais de Versailles, Volume 7 sur Google Livres, Impr. Royale, 1842, p. 451
- Tugdual de Langlais, L'armateur préféré de Beaumarchais … Jean Peltier Dudoyer, de Nantes à l'Isle de France, Coiffard Éditions, Nantes, 2015,  (ISBN 9782919339280).
- Pierre Nardin, Gribeauval, Lieutenant général des armées du roi (1715-1789), Les cahiers pour la fondation pour les études de défense nationale, Paris, 1982.